# Jiří Cee
Jiří Cee (* 1956, Československo) je český manažer působící v Škoda Auto v letech 1980–2020. Vystudoval Fakultu chemicko-technologickou Univerzity Pardubice kde získal titul Ing., následně absolvoval postgraduální studium na ČVUT v Praze se zaměřením na pedagogiku a psychologii, později i postgraduální ekonomické studium.

## Životopis
Už během studií na střední škole brigadoval v továrně Automobilových závodů (dnešní Škoda Auto) ve Vrchlabí.  Od roku 1980 byl zaměstnán v automobilovém závodu Škoda ve Vrchlabí a postupně prošel řadou vedoucích pozic. Byl ve výrobě, kde se dostal až na vedoucího provozu, následně se stal vedoucím odbytu. Ke konci roku 1989 se stal hospodářským náměstkem ředitele, pod který tenkrát spadala ekonomika a logistika. Od roku 1991, kdy došlo k převzetí Škody koncernem Volkswagen, útvar se rozdělil na dvě části a on se stal vedoucím jedné z nich – logistiky závodu Škoda ve Vrchlabí. V roce 1996 se stal vedoucím logistiky závodu výroby modelu Škoda Octavia v Mladé Boleslavi. V roce 1998 došlo v Mladé Boleslavi ke sloučení závodů na výrobu modelů Škoda Octavia a Škoda Felicia a Jiří Cee byl jmenován vedoucím závodové logistiky. Později byl zodpovědný za řízení a plánování výroby všech tří typů vozů značky Škoda – Felicie, Fabie a Octavie – s působností nejen v Mladé Boleslavi, ale i ve Vrchlabí, Kvasinách a Poznani. V tu dobu narostla jeho technická skupina, zabývající se logistickými projekty v praxi, na 1000 zaměstnanců.
V roce 2000 převzal funkci vedoucího logistiky značky ŠKODA AUTO s více než 3 000 pracovníků v českých závodech, a to včetně operativy, plus další v zahraničí – v Indii, Rusku, Číně, Kazachstánu a na Ukrajině.
Ve funkci byl téměř dvacet let. Získal jedno z nejprestižnějších ocenění „Gryf Supply Chain Award za logistickou osobnost roku 2014“ a také zlatou medaili v evropské soutěži za nejlepší logistický projekt roku 2014, byl oceněn Dopravní fakultou Jana Pernera Univerzity Pardubice pamětní medailí a v roce 2019 získal mimořádné a nejvyšší ocenění Logistické síně slávy za celoživotní přínos pro logistiku.
Počas svého působení v Škoda Auto pomohl zrekonstruovat dětský domov v Indii v Shambaji Nagaru (Aurangabad) pro přibližně 100 chlapců ve věku od 5 do 15 let a je jeho patronem.
Hrával fotbal, tenis, běhal. Na kole najezdí okolo 3 000 km za rok a hraje golf.

## Významné ceny získané v období působnosti v logistice:
- 2012 – 1. místo – Innovationstag Logistik, Martorell, Španělsko
- 2013 – 1. místo – Innovationstag Logistik, Wolfsburg, Německo
- 2014 –  GRYF Supply Chain Award – Ocenění logistické osobnosti roku, Praha, Česká republika
- 2014 – 1. místo – European Gold Medal in Logistics and Supply Chain, Brusel, Belgie
- 2015 – 3. místo – InnovationstagLogistik, Leipzig, Německo
- 2016 – 1. místo – WorldStarPackaging Awards
- 2017 – 1. místo – Ekologický logistický projekt roku, Česká republika
- 2017 – 1. místo – ČLA, Logistický projekt roku, Česká republika
- 2018 – 2. místo – European Gold Medal in Logistics and Supply Chain, Brusel, Belgie
- 2018 – Ocenění pamětní medailí UPCE za celoživotní přínos fakultě, Pardubice, Česká republika
- 2019 – Czech logistics hall of fame – ocenění za celoživotní přínos pro logistiku, Praha, Česká republika[3][9]